# Liste öffentlicher Bücherschränke in Frankfurt am Main
Dieser Artikel enthält öffentliche Bücherschränke in Frankfurt am Main und erhebt keinen Anspruch auf Vollständigkeit. Ein öffentlicher Bücherschrank ist ein Schrank oder schrankähnlicher Aufbewahrungsort mit Büchern, der dazu dient, Bücher kostenlos, anonym und ohne jegliche Formalitäten zum Tausch oder zur Mitnahme anzubieten. In der Regel sind die öffentlichen Bücherschränke an allen Tagen im Jahr frei zugänglich. Ist dies nicht der Fall, ist dies in den Listen in der Spalte Anmerkungen vermerkt.

## Aktuelle Bücherschränke
Derzeit sind in Frankfurt am Main 83 öffentliche Bücherschränke erfasst (Stand: 19. Dez. 2024):
| Bild                                                      | Ausführung                                                                     | Ort                                       | Seit          | Anmerkung | Lage                                                                      |
| --------------------------------------------------------- | ------------------------------------------------------------------------------ | ----------------------------------------- | ------------- | --- | ------------------------------------------------------------------------- |
|                                                           | BOKX                                                                           | Frankfurt-Altstadt                        |               | Nicht-städtischer Bücherschrank                                                                                   | ⊙ Braubachstraße 14–16, im Innenhof des Hauses des Buches                 |
|                                                           |                                                                                | Frankfurt-Altstadt                        |               | | ⊙ Buchgasse 2, Ecke Alte Mainzer Gasse                                    |
|                                                           |                                                                                | Frankfurt-Bahnhofsviertel                 |               | englischsprachig                                                                                                  | ⊙ Gallusanlage 7                                                          |
|                                                           |                                                                                | Frankfurt-Bergen-Enkheim                  |               | | ⊙ Triebstr. 83                                                            |
| Bild gesucht BW                                           | BOKX                                                                           | Frankfurt-Berkersheim                     |               | | ⊙ Am Dachsberg 17                                                         |
|                                                           | BOKX                                                                           | Frankfurt-Bockenheim                      | 14. Okt. 2016 | | ⊙ Funckstraße 14, Ecke Friedrich-Naumann-Straße. Kuhwaldsiedlung          |
|                                                           |                                                                                | Frankfurt-Bockenheim                      |               | | ⊙ Kirchplatz                                                              |
|                                                           | BOKX                                                                           | Frankfurt-Bockenheim                      | 2010          | Städtisches Amt für Straßenbau und Erschließung, Projektgruppe Nahmobilität                                       | ⊙ Leipziger Straße 54/56                                                  |
|                                                           | BOKX                                                                           | Frankfurt-Bonames                         | 2011          | | ⊙ Am Wendelsgarten                                                        |
| Bild gesucht BW                                           | BOKX                                                                           | Frankfurt-Bonames                         |               | | ⊙ Am Burghof 55 (Tower Café am Alten Flughafen Bonames)                   |
| Bild gesucht BW                                           | Telefonzelle aus Holz                                                          | Frankfurt-Bonames                         | 22. Apr. 2024 | Kinderbücherschrank; Eröffnet am "Welttag des Buches" 2024; erbaut durch AzuBi's                                  | ⊙ Ben-Gurion-Ring 170 (Kinder- und Familienzentrum (KiFaZ) Am Bügel)      |
|                                                           |                                                                                | Frankfurt-Bornheim                        |               | | Berger Straße 253, Ecke Gronauer Straße ⊙                                 |
|                                                           |                                                                                | Frankfurt-Bornheim                        |               | | ⊙ Friedberger Warte                                                       |
| Bild gesucht BW                                           |                                                                                | Frankfurt-Bornheim                        |               | | ⊙ Im Prüfling/Neebstraße                                                  |
|                                                           |                                                                                | Frankfurt-Dornbusch                       |               | | ⊙ Platenstraße 75                                                         |
|                                                           |                                                                                | Frankfurt-Dornbusch                       |               | | ⊙ Eschersheimer Landstraße 248                                            |
|                                                           |                                                                                | Frankfurt-Dornbusch                       |               | | ⊙ Ecke Jean-Paul-Straße/Eichendorffstraße                                 |
|                                                           | BOKX                                                                           | Frankfurt-Eckenheim                       |               | | ⊙ Gelnhäuser Straße 2, Bürgerhaus Ronneburg                               |
|                                                           |                                                                                | Frankfurt-Eckenheim                       |               | | ⊙ Porthstraße 1                                                           |
| Bild gesucht BW                                           |                                                                                | Frankfurt-Eckenheim                       |               | | ⊙ Sigmund-Freud-Straße                                                    |
|                                                           |                                                                                | Frankfurt-Eckenheim                       |               | | ⊙ östlicher Weg auf dem Hauptfriedhof, Höhe Gießener Straße 44            |
|                                                           | BOKX                                                                           | Frankfurt-Eschersheim                     |               | | ⊙ Am Weißen Stein                                                         |
|                                                           | BOKX                                                                           | Frankfurt-Eschersheim                     |               | | ⊙ Im Geeren                                                               |
| Bild gesucht BW                                           | BOKX 01 (COR-TEN-Stahl/ESG)                                                    | Frankfurt-Eschersheim                     | 3. Sep. 2018  | Gefördert durch das Verkehrsdezernat Frankfurt                                                                    | ⊙ Grafenstraße/Reinhardstraße. Albert-Schweitzer-Siedlung                 |
|                                                           | BOKX                                                                           | Frankfurt-Eschersheim                     |               | | ⊙ Niedwiesenstraße 45                                                     |
|                                                           | BOKX                                                                           | Frankfurt-Fechenheim                      | 2013          | | ⊙ Ankergasse. Alt-Fechenheim                                              |
| Bild gesucht BW                                           |                                                                                | Frankfurt-Fechenheim                      |               | | ⊙ Birsteiner Straße 63, Ecke Langenselbolder Straße                       |
|                                                           | BOKX                                                                           | Frankfurt-Frankfurter Berg                | 2011          | September 2013 ausgebrannt, November 2013 neu aufgestellt                                                         | ⊙ Malvenweg, Ecke Homburger Landstraße                                    |
| Bild gesucht BW                                           | Offener Bücherschrank der GFFB gGmbH                                           | Frankfurt-Gallus                          | 2018          | Auch fremdsprachige Auswahl, Öffnungszeiten Mo.–Fr. 09:00–16:00 Uhr                                               | ⊙ Mainzer Landstraße 349 (Café im Innenhof)                               |
|                                                           | BOKX                                                                           | Frankfurt-Gallus                          | 2011          | Auch fremdsprachige Auswahl                                                                                       | ⊙ Frankenallee, Ecke Schneidhainer Straße 1. Hellerhofsiedlung            |
|                                                           |                                                                                | Frankfurt-Gallus                          |               | | ⊙ Ackermannstraße. Friedrich-Ebert-Siedlung                               |
|                                                           |                                                                                | Frankfurt-Gallus                          |               | | ⊙ Anspacher Straße, Ecke Wallauer Straße                                  |
| Bild gesucht BW                                           |                                                                                | Frankfurt-Gallus                          |               | | ⊙ Golub-Lebedenko-Platz                                                   |
|                                                           | BOKX                                                                           | Frankfurt-Ginnheim                        | 2013          | [ 6 ] | ⊙ Kurhessenstraße, Ecke Höhenblick                                        |
|                                                           |                                                                                | Frankfurt-Ginnheim                        |               | | ⊙ Ginnheimer Kirchplatz                                                   |
|                                                           | BOKX                                                                           | Frankfurt-Griesheim                       | 2012          | | ⊙ Alte Falterstraße, Ecke Hartmannsweilerstraße                           |
|                                                           | BOKX                                                                           | Frankfurt-Gutleutviertel                  |               | | ⊙ Schönplatz                                                              |
| Bild gesucht BW                                           | BOKX                                                                           | Frankfurt-Gutleutviertel                  | 2011          | | ⊙ Werftstraße 15                                                          |
|                                                           | BOKX                                                                           | Frankfurt-Harheim                         |               | | ⊙ Alt-Harheim 13                                                          |
|                                                           |                                                                                | Frankfurt-Hausen                          |               | | ⊙ Kreuzung Praunheimer Landstraße/Kleine Nelkenstraße                     |
|                                                           | BOKX 01 aus grauem Stahl                                                       | Frankfurt-Heddernheim                     | 20. Mai 2014  | 31. Frankfurter Bücherschrank                                                                                     | ⊙ Karl-Perott-Platz                                                       |
|                                                           |                                                                                | Frankfurt-Heddernheim                     |               | | ⊙ In der Römerstadt 133                                                   |
|                                                           | BOKX                                                                           | Frankfurt-Höchst                          |               | | ⊙ Andreasplatz                                                            |
|                                                           | Bücherschrank                                                                  | Frankfurt-Kalbach                         | 2014          | | ⊙ Kalbacher Hauptstraße 36 (am alten Rathaus)                             |
|                                                           | BOKX                                                                           | Frankfurt-Nied                            |               | | ⊙ Neumarkt (in der Eisenbahnersiedlung)                                   |
|                                                           | BOKX                                                                           | Frankfurt-Nied                            |               | | ⊙ an der alten Niddabrücke                                                |
|                                                           | BOKX                                                                           | Frankfurt-Nieder-Erlenbach                |               | | ⊙ auf dem Platz Am Bürgerbrunnen                                          |
|                                                           | BOKX                                                                           | Frankfurt-Niederrad                       |               | | ⊙ Bruchfeldstraße 65                                                      |
|                                                           | Englische Telefonzelle                                                         | Frankfurt-Niederursel                     | 2013          | | ⊙ Weißkirchener Weg 69, Ecke Gerhart-Hauptmann-Ring                       |
| Bild gesucht BW                                           | BOKX 01 aus grauem Stahl                                                       | Frankfurt-Niederursel                     |               | | ⊙ Fläche zwischen Sebastian-Kneipp-Straße und Kupferhammer. Mertonviertel |
|                                                           | BOKX 01 (COR-TEN-Stahl/ESG)                                                    | Frankfurt-Nordend-Ost                     | 2009          | Ältester Öffentlicher Bücherschrank in Frankfurt Gefördert durch das Verkehrsdezernat Frankfurt                   | ⊙ Ecke Kantstraße, Nähe Merianplatz                                       |
|                                                           | BOKX 01 (COR-TEN-Stahl/ESG)                                                    | Frankfurt-Nordend-West                    | 2010          | Gefördert durch das Verkehrsdezernat Frankfurt                                                                    | ⊙ Oeder Weg, Ecke Bornwiesenweg                                           |
|                                                           |                                                                                | Frankfurt-Nordend-West                    |               | | ⊙ Holzhausen-, Ecke Hammanstraße (am Holzhausenpark)                      |
|                                                           | BOKX                                                                           | Frankfurt-Nordend-West                    |               | | ⊙ Maria-Ward-Platz                                                        |
| Bild gesucht BW                                           |                                                                                | Frankfurt-Nordend-West                    |               | | ⊙ Ecke Glauburgstraße/Eckenheimer Landstraße                              |
|                                                           |                                                                                | Frankfurt-Nordend-West                    |               | | ⊙ Hallgartenstraße 17                                                     |
|                                                           | BOKX                                                                           | Frankfurt-Oberrad                         | 2014          | | ⊙ Buchrainplatz                                                           |
|                                                           | BOKX                                                                           | Frankfurt-Ostend                          |               | | ⊙ Paul-Arnsberg-Platz, Nähe Martin-Elsässer-Weg                           |
|                                                           | BOKX                                                                           | Frankfurt-Ostend                          |               | | ⊙ Parlamentsplatz (neben dem U-Bahn-Eingang)                              |
|                                                           | BOKX                                                                           | Frankfurt-Praunheim                       | 16. Juni 2014 | 32. Frankfurter Bücherschrank                                                                                     | ⊙ Auf dem Platz Alt-Praunheim, Ecke In der Römerstadt                     |
|                                                           | Bücherschrank                                                                  | Frankfurt-Praunheim (Siedlung Westhausen) |               | | ⊙ Kollwitzstraße                                                          |
|                                                           | BOKX                                                                           | Frankfurt-Preungesheim                    |               | | ⊙ Gravensteiner-Platz                                                     |
|                                                           |                                                                                | Frankfurt-Preungesheim                    |               | | ⊙ Wegscheidestraße 32a                                                    |
|                                                           | Bücherschrank                                                                  | Frankfurt-Riedberg                        | 2014          | | ⊙ Auf dem Riedbergplatz                                                   |
|                                                           | Bücherschrank                                                                  | Frankfurt-Riederwald                      |               | | ⊙ auf dem Marie-Juchacz-Platz                                             |
|                                                           | BOKX                                                                           | Frankfurt-Rödelheim                       |               | | ⊙ Arthur-Stern-Platz, der westliche Bahnhofsvorplatz von Rödelheim        |
|                                                           | BOKX                                                                           | Frankfurt-Sachsenhausen                   |               | | ⊙ Dreieichstraße (Nähe Straßenbahnhaltestelle Lokalbahnhof)               |
|                                                           | BOKX                                                                           | Frankfurt-Sachsenhausen                   |               | | ⊙ Schweizer Platz (Ostseite)                                              |
| Bild gesucht BW                                           | Seniorenzentrum Taunusblick, im Eingangsbereich des Gebäudes – nicht-städtisch | Frankfurt-Sachsenhausen                   |               | | ⊙ Darmstädter Landstraße 106                                              |
|                                                           |                                                                                | Frankfurt-Sachsenhausen                   |               | | ⊙ Ecke Gartenstraße/Morgensternstraße                                     |
|                                                           |                                                                                | Frankfurt-Sachsenhausen                   |               | | ⊙ Ecke Mailänder Straße/Grethenweg                                        |
|                                                           |                                                                                | Frankfurt-Sachsenhausen                   |               | | ⊙ Walther-von-Cronberg-Platz                                              |
|                                                           |                                                                                | Frankfurt-Schwanheim                      |               | | ⊙ Goldsteinstraße 314                                                     |
|                                                           | BOKX                                                                           | Frankfurt-Seckbach                        |               | | ⊙ Wilhelmshöher Straße Ecke Hofhausstraße                                 |
|                                                           | BOKX 02 (Basalt/Stahl/ESG)                                                     | Frankfurt-Seckbach                        | 2011          | Gefördert durch das Verkehrsdezernat Frankfurt Ausstattung der Kunstvitrine durch das Nachbarschaftsbüro Seckbach | ⊙ Atzelbergplatz                                                          |
|                                                           |                                                                                | Frankfurt-Sindlingen                      |               | | ⊙ Richard-Weidlich-Platz                                                  |
| Bild gesucht BW                                           |                                                                                | Frankfurt-Sossenheim                      |               | | ⊙ Ecke Sossenheimer Riedstraße / Familienzentrum                          |
| Bild gesucht BW                                           | Bücherschrank                                                                  | Frankfurt-Unterliederbach                 | Nov. 2020     | Finanziert aus dem kommunalen Haushalt                                                                            | ⊙ Sieringstraße                                                           |
|                                                           |                                                                                | Frankfurt-Unterliederbach                 |               | | ⊙ Hunsrückstraße/Stegerwaldstraße                                         |
| Bild gesucht BW                                           | BOKX 02                                                                        | Frankfurt-Westend                         |               | | ⊙ Im Botanischen Garten                                                   |
| Bücherschrank am Campus Westend nähe ehem. Bauleitgebäude | ?                                                                              | Frankfurt-Westend                         |               | | ⊙ Campus Westend nähe ehem. Bauleitgeb.                                   |
|                                                           | BOKX 02                                                                        | Frankfurt-Westend                         |               | | ⊙ Odina-Bott-Platz (Westseite)                                            |
|                                                           | BOKX                                                                           | Frankfurt-Zeilsheim                       | Juli 2013     | | ⊙ Bechtenwaldstraße, Ecke Pfaffenwiese (Nähe Stadthalle)                  |